# Staring at the Sun
Staring at the Sun – utwór zespołu U2 z płyty Pop, wydany jako drugi singel w 1997 roku. Opowiada o złu na świecie, ciągłych zagrożeniach oraz lęku przed spojrzeniem we własne wnętrze. "Nie jestem jedynym, który z radością oślepnie" – autor pragnie nie dostrzegać codziennie ludzkiego bólu, cierpienia i lęku. Specjalną rolę w tym utworze pełni Słońce – symbolizuje smutną codzienność (głód, bieda, wojny).